# 維加群島
65°38′00″N 11°54′00″E / 65.63333°N 11.90000°E
維加群島（Vegaøyan）是位於挪威海中的一組群島。自2004年開始，維加群島被聯合國教科文組織列入世界文化遺產。維加群島靠近北極圈，包括約6,500個小島。主島自石器時代開始就有人居住。維加群島上仍然保留有漁民和農民在過去的生活方式，除此之外，維加群島也是一個重要的鳥類棲息地。

## 外部連結
- Brief description of Vegaøyan （页面存档备份，存于） by UNESCO
- Official Web site （页面存档备份，存于）